# Kevin Youkilis
Kevin Edmund Youkilis (* 15. März 1979 in Cincinnati, Ohio) ist ein ehemaliger US-amerikanischer Baseballspieler im Major League Baseball, der zuletzt für die Tohoku Rakuten Golden Eagles in der NPB spielte. Der First Baseman/Third Baseman nahm drei Mal am MLB All-Star Game teil und ist zweimaliger Gewinner der World Series.
„Youk“ sorgte im Minor League Baseball durch seine Fähigkeit für Aufsehen, viele Walks und somit eine hohe On-Base Percentage zu erzielen. In Anspielung auf seinen griechisch klingenden Namen erhielt er den Spitznamen „Euclis, Greek God of Walks“ (Euclis, der griechische Gott der Walks) und debütierte 2004 für die Boston Red Sox. Auf Anhieb gewann er als Ersatzspieler die World Series und etablierte sich bei den Red Sox als startender First Baseman. 2007 hatte er eine gute Saison, in dem er neun aufeinanderfolgende Spiele mit mindestens zwei Hits hatte, 190 Spiele ohne einen Error schaffte und einen seltenen Inside-the-Park-Homerun erzielte. Er war Teil jenes Boston-Teams, welches die World Series 2007 gewann. Im Jahr 2008 erzielte Youkilis, der bei Bedarf auch nun Third Baseman spielte, Karriere-Bestwerte von 29 Home Runs, .305 Batting Average, .413 On-Base Percentage, 115 Run Batted In. Er belegte bei der Wahl des MVP (Wertvollsten Spielers) Platz 3 und wurde zum ersten von drei Mal ins All-Star Game gewählt. 2009 nahm Youkilis für die USA im World Baseball Classic 2009 teil, und schaffte es wieder ins All-Star-Game. 2010 verlief für ihn mäßig, als er sich den Daumen zerrte und nicht an seine Leistungen anknüpfen konnte. Als auch die Folgejahre nicht wie gewünscht liefen, wurde er zu den Chicago White Sox und dann zu den New York Yankees abgegeben, für die er in der Saison 2013 spielte. Für die Saison 2014 wechselte er dann zu den Tōhoku Rakuten Golden Eagles.
Im Oktober 2014 verkündete Youkilis seinen Rücktritt vom Baseball.

## Herkunft und Privatleben
Youkilis ist mit Julie (geb. Brady) verheiratet, mit der er einen gemeinsamen Sohn hat. Seit der Vermählung ist der US-amerikanische Footballspieler und mehrmalige Super-Bowl-Gewinner Tom Brady sein Schwager, und dessen Ehefrau, Supermodel Gisele Bündchen, seine Schwippschwägerin. Youkilis selbst ist trotz seines griechisch klingenden Namens von rumänisch-jüdischer Abstammung: sein Urahn, der einst den Namen „Weiner“ führte, emigrierte aus Angst vor Antisemitismus von Rumänien nach Griechenland und nahm den einheimischen Namen „Youkilis“ an. Youkilis meldete Interesse an, beim World Baseball Classic 2013 für Israel zu spielen, Israel verpasste aber die Qualifikation.